# Alejandro Marque
Alejandro Marque (La Estrada, Pontevedra, 23 de octubre de 1981) es un ciclista español que fue profesional entre 2004 y 2022.

## Biografía
Debutó como profesional en 2004 transcurriendo toda su carrera deportiva profesional en equipos portugueses de categoría Continental .Su primera victoria profesional la obtuvo en 2009 en el G.P.Costa Azul, en 2012 consiguió una de sus Victorias en la 1.ª etapa de la Vuelta a Asturias tras estar escapado gran parte de la etapa. Esa temporada fue tercero en el campeonato de España contrarreloj y también ganó la crono de la Vuelta a Portugal y la 4.ª Etapa del G.P.Abimota.Su mayor lauro es el triunfo en la Vuelta a Portugal 2013, donde se vistió de amarillo a falta de una jornada, ganando nuevamente la contrarreloj e imponiéndose sobre su compañero de equipo Gustavo César Veloso por solo 4 segundos.
Su buena actuación en Portugal, hizo que de cara a la temporada 2014 se confirmara su fichaje por el Movistar Team. Sin embargo, el 13 de diciembre de 2013 salió a la luz un resultado anómalo por betametasona en un control antidopaje durante la Vuelta a Portugal en la que se impuso. Debido a esto, el equipo Movistar Team por el que había fichado, no hizo efectivo el contrato firmado puesto que había una cláusula en la que el ciclista tenía que asegurar que llegaba al equipo sin ningún tipo de problemas en lo referente al dopaje y en caso de que los hubiere, el contrato dejaría de tener valor inmediatamente. El mismo día el ciclista dio sus explicaciones primero en un comunicado y luego en una rueda de prensa, donde manifestó que debido a una lesión en la rodilla había sido infiltrado para poder correr la carrera y que tanto los médicos como la UCI estaban al tanto de la situación.
En noviembre de 2021 anunció que el año 2022 iba a ser el último de su carrera.

## Palmarés
2009
- 1 etapa del Gran Premio Crédito Agrícola de la Costa Azul

2012
- 1 etapa de la Vuelta a Asturias
- 3.º en el Campeonato de España Contrarreloj
- 1 etapa de la Vuelta a Portugal

2013
- Vuelta a Portugal, más 1 etapa

2018
- Tour de China II

2021
- 1 etapa de la Vuelta a Portugal

## Equipos
- Carvalhelhos-Boavista (2004-2005)
- Imoholding-Loule Jardim Hotel (2006)
- Madeinox-BRIC-Loule (2007)
- Palmeiras Resort (2008-2010)
  - Palmeiras Resort-Tavira (2008)
  - Palmeiras Resort-Prio (2009-2010)
- Onda (2011)
- Carmin-Prio (2012)
- OFM-Quinta da Lixa (2013)
- Efapel (2015)
- LA Aluminios-Antarte (2016)
- Tavira (2017-2022)
  - Sporting-Tavira (2017-2019)
  - Atum General-Tavira-Maria Nova Hotel (2020-2022)